# 賈馬阿勒河

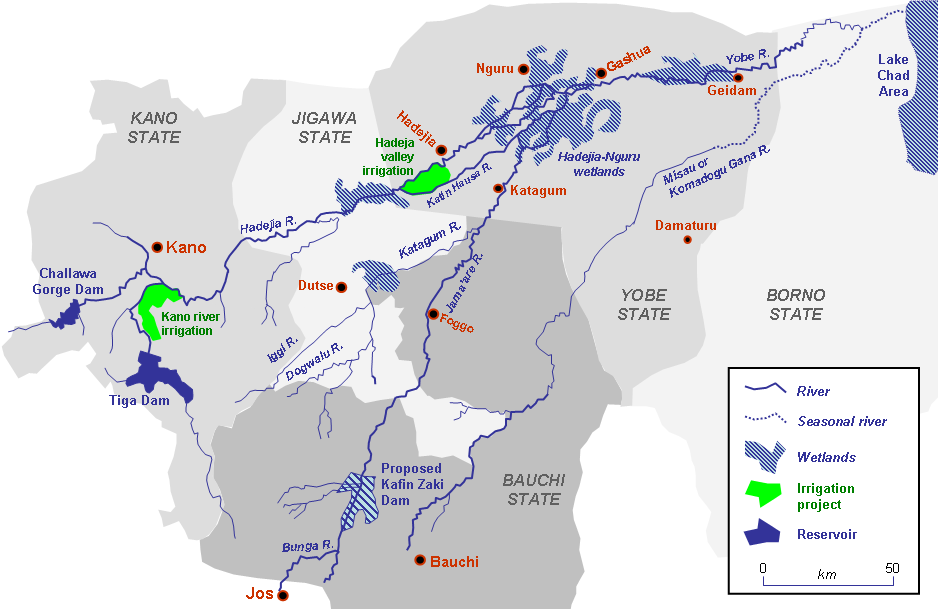

賈馬阿勒河是尼日利亞的河流，發源自高原州喬斯附近高地，流經包奇州和約貝州，與哈代賈河匯流成約貝河，在河道上興建大壩存有爭議。